# 若維季
51°58′11″N 31°50′14″E / 51.96972°N 31.83722°E
若維季（烏克蘭語：Жовідь），是烏克蘭北部的村莊，隸屬切爾尼希夫州的科留基夫卡區。該村面積1.46平方公里，海拔高度124米，2001年人口398，人口密度每平方公里272.6人。